# Die Jugendsünde (1936)
Die Jugendsünde (in Österreich veröffentlicht als Der G’wissenswurm) ist eine deutsche Verfilmung der Theaterkomödie Der G’wissenswurm von Ludwig Anzengruber.

## Handlung
Seit der Großbauer Grillhofer einen Schlaganfall erlitten hat, fühlt er sich alt und gebrechlich. Zudem plagt ihn wegen einer vor 25 Jahren begangnen Sünde ein schlechtes Gewissen: Damals hatte er eine kurze Affäre mit seiner Magd Magdalen, die aus dem Haus gejagt wurde, als seine kranke Frau davon erfuhr. Diese starb bald darauf. Sein scheinfrommer Schwager Dusterer nährt nun Grillhofers Schuldgefühl und redet ihm ein, er müsse sich von allem weltlichen Besitz trennen und ihm, Dusterer, seinen Hof überschreiben, um einer ewigen Höllenstrafe zu entgehen.
Derweil hat Grillhofers Knecht Wastl sich beim Tanz in die Horlacher-Lies verliebt, die Ziehtochter der Bäuerin Horlacher, einer entfernten Verwandten Grillhofers. Er verteidigt sie sogar, indem er andere Burschen, die schlecht über sie reden, im Streit in einen Bach wirft. Die Liesl erfährt von dem Streit und weiß daher, was Wastl für sie empfindet. Sie wird von ihrer Mutter zu Grillhofer geschickt, um eine mögliche Erbschaft auszukundschaften, ist aber viel zu fröhlich und gutherzig, um den alten Bauern zu hintergehen. Ihr Besuch und ihr Gesang macht Grillhofer zum ersten Mal seit langer Zeit wieder froh, doch Dusterer fährt wieder mit der Mahnung an sein Gewissen dazwischen. Da erzählt Grillhofer ihr die Geschichte von seiner Sünde und kündigt an, am nächsten Tag mit Dusterer in die Kreisstadt zum Notar zu fahren, um ihm den Hof zu überschreiben.
Dusterers Frau Crescens und seine Tochter Urschel spekulieren schon lange auf den kommenden Reichtum, denn Urschel möchte gern Wastl zum Mann haben und muss für ihn eine gute Partie sein. Da die Horlacher-Lies diesen Plänen im Weg steht, geht Crescens zur Horlacherin und erzählt ihr, sie werde Wastl entlassen, sobald ihr Mann den Grillhofer-Hof übernommen habe.
Grillhofer erfährt im Gespräch mit dem Fuhrknecht Leonhard, dass Dusterer diesen beauftragt hat, den Wohnort von Grillhofers ehemaliger Magd Magdalen auszukundschaften. Grillhofer, der sie für tot oder für einem sündhaften Leben anheimgefallen hielt, fährt sofort zu ihr. Dusterer begleitet ihn, indem er sich im Wagen unter einem Schaffell versteckt. Magdalen geht es gut, was Grillhofers Gewissen erleichtert: Sie hat inzwischen den Bauern Poltner geheiratet und zwölf Kinder mit ihm bekommen. Ihr erstes (uneheliches) Kind, ein Mädchen, hat sie jedoch bald nach der Geburt weggegeben. So erfährt Grillhofer, dass er eine Tochter hat. Dass er über deren Schicksal im Unklaren ist, belastet ihn wiederum. Dusterer nutzt das aus und redet ihm ein, sie schmore wahrscheinlich in der Hölle.
Wieder zu Hause, warten die Horlacher-Lies und ihre Mutter auf Grillhofer. Die Horlacherin offenbart nun, dass sie Liesl vor 24 Jahren als Waisenkind bei sich aufgenommen hat und diese in Wahrheit Grillhofers Tochter ist. Grillhofers Lebensfreude kehrt zurück: Er stimmt einer Hochzeit zwischen Liesl und Wastl zu, der Erbschleicher Dusterer traut sich nicht mehr auf den Hof und dessen Tochter muss mit Leonhardt als Bräutigam vorliebnehmen.

## Produktion
Der von der Majestic-Film GmbH produzierte Film wurde in Schliersee und Tegernsee gedreht, die Bauten stammten von Max Seefelder und Josef Strobl. Für Maria Stadler und Franz Fröhlich war es die erste Filmrolle ihrer Karriere. Am 20. November 1936 hatte der Film Premiere in den deutschen Kinos.

## Rezeption
Der Filmdienst urteilt, dass sich Die Jugendsünde „bei aller Derbheit durch Humor und treffende Charakterdarstellung auszeichnet“.